# Péter Palotás
Péter Palotás, född 27 juni 1929 i Budapest, död 17 maj 1967 i Budapest, var en ungersk fotbollsspelare.
Palotás blev olympisk guldmedaljör i fotboll vid sommarspelen 1952 i Helsingfors.